# سوربيتول
السوربيتول (أو غلوسيتول) هو أحد أنواع السكريات الكحولية المنتجة من سكر الغلوكوز العادي التي تتحلل في الجسم ببطء. وتُضاف إلى بعض أنواع شراب الكحة (بالإنجليزية: Cough Syrups)‏ الخالية من السكر. كما أنها تُستخدم مادةً مُحليةً، بديلةً للسكر، تُضاف إلى أصناف المنتجات الغذائية الخالية من السكر، مثل العلك أو الحلويات أو الأطعمة أو المثلجات (البوظة) أو المشروبات الغازية وغير الغازية كما أنه متواجد في أكثر أنواع معاجين الأسنان. وتجدر ملاحظة أن هذا النوع من المُحليات الصناعية يحتوي على كمية من الطاقة، إذْ إن الغرام الواحد منها يُعطي حوالي 2.6 كالوري (سعرة حرارية)، هذا بالمقارنة مع الغرام الواحد من السكر العادي أو النشويات الذي يُعطي الجسم طاقة تُقدر بـ 4.2 كالوري. وثمة استخدامات أخرى لمادة سوربيتول، في مستحضرات التجميل والصناعات الغذائية وبعض أنواع الأدوية.

## تأثيرات جانبية
لاحظ الأطباء من برلين أن الإفراط في تناول أنواع العلك المُحلاة بمادة سوربيتول (علك خالي من السكر) تسبب في حالات شديدة من نقص الوزن نتيجة للإسهال، لدى شابة ورجل بالغ.[بحاجة لمصدر]